# Monique Kalkman-Van den Bosch
Monique Kalkman-van den Bosch (Sint-Oedenrode, 28 november 1964) is een Nederlands rolstoeltennis- en tafeltennisspeelster. Bij het tennis werd ze in totaal driemaal paralympisch kampioene en viermaal wereldkampioene. Bij het tafeltennis werd ze eenmaal paralympisch kampioene.

## Tennis
Op 14-jarige leeftijd kreeg ze kanker en als gevolg daarvan een dwarslaesie. Ze moest zich sindsdien in een rolstoel verplaatsen. Vijf jaar later werd ze voor het eerst paralympisch kampioene. Vanwege haar goede prestaties is ze opgenomen in het boek "De Top 500 - de beste Nederlandse Sporters van de eeuw".

#### Titels
- Paralympics tafeltennis 1984 Stoke Mandeville: goud in eigen klasse en brons in open klasse
- Paralympics tennis 1988 Seoul: zilver (enkelspel, demonstratie)
- Paralympics tennis 1992 Barcelona: 2x goud (enkel- en dubbelspel)
- Paralympics tennis 1996 Atlanta: zilver (enkelspel) en goud (dubbelspel)
- IWTF wereldkampioene tennis: 1992, 1993, 1994 en 1995

#### Gewonnen toernooien
- 4 x US Open
- 6 x British Open
- 5 x French Open
- 3 x Swiss Open
- 2 x Dutch Open
- 2 x Australian Open
- 1 x Japan Open
- 4 x Austrian Open
- 4 x Atlanta US Outdoor Open
- 3 x Belgian Open
- 8 x World Team Cup met Nederlands damesteam

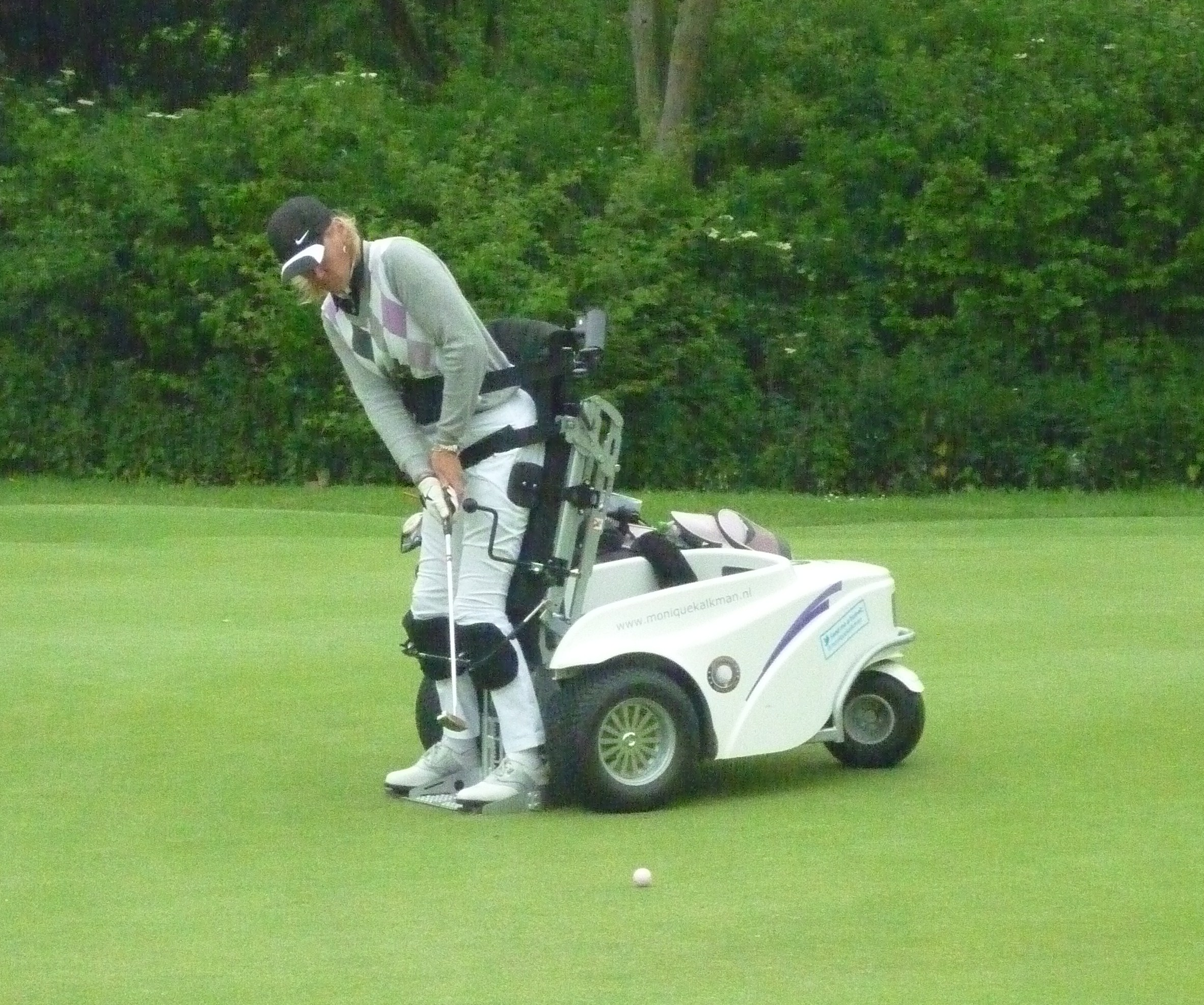
2012: Pro-Am op Broekpolder

## Golf
In 1997 stopte ze met toptennis. Ze kreeg het advies om te gaan golfen, omdat dit goed was tegen haar fysieke problemen.
Ook ging zij fulltime voor haar toenmalige sponsor Sunrise Medical werken waar ze verschillende sales-, productmanagement- en marketingmanagementfuncties kreeg. In 2003 keerde ze met haar man terug naar Nederland en kreeg een Europese marketingmanagementfunctie. In 2007 stapte ze over naar Welzorg, 's Nederlands grootste leverancier van hulpmiddelen voor mensen met een fysieke beperking. Daar ging ze aan de slag als manager innovatie en participatie.

## Onderscheidingen
- Ridder in de Orde van de Nederlandse Leeuw
- Member of ITF Olympic Medallist Club
- Sportvrouw van het Jaar, Amsterdam
- Sportvrouw van het Jaar, Alphen aan den Rijn
- Sporter van de Eeuw, Sint-Oedenrode
- Zilveren Tulp, KNLTB
- Ereburger, Alphen aan den Rijn
- Vermelding in de internationale Tennis Hall of Fame, als tweede Nederlander